# ザ・プライムショー
ザ・プライムショー（THE PRIMESHOW）は、WOWOWプライムで2011年10月3日から2012年9月28日まで、2013年4月1日から9月27日までの月曜日から金曜日まで、それぞれの夕方に放送されていた情報番組。2012年10月1日から2013年3月29日までの平日の夕方は、渋谷LIVE! ザ・プライムショー（しぶやライブ!ザ・プライムショー、THE PRIMESHOW）として放送されていた。

## 概要

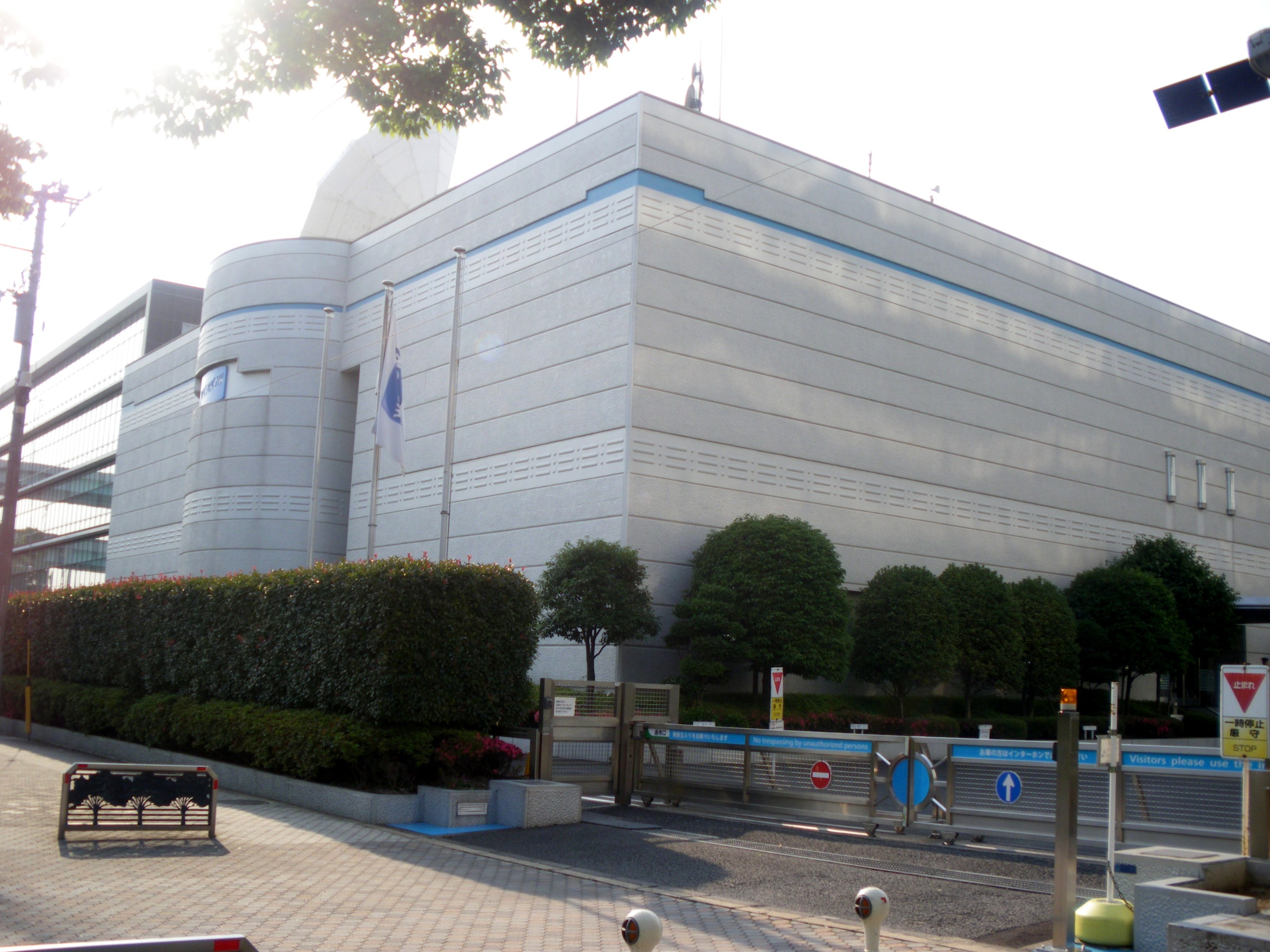
WOWOW放送センターから生放送されたこともある

WOWOWのサテライトスタジオであるWOWOW渋谷ステーションからの生放送かつ、無料放送である。2011年10月から2012年9月までの「ザ・プライムショー」では、世界中から集めたエンターテイメント情報と、月曜日から曜日ごとに「スポーツ」、「ヒューマン」、「音楽」、「ドラマ」、「映画」とそれぞれテーマに基づいた特集を提供し、「渋谷LIVE! ザ・プライムショー」では、世界中から集めたエンターテイメント情報の提供に加えて、渋谷の街にスポットを当てた情報を中継で伝えていた。2013年4月からの「ザ・プライムショー」では、月曜日から曜日ごとに「スポーツ」、「アート・パフォーマンス」、「音楽」、「舞台・ブック・カルチャー」、「映画・ファッション」とそれぞれテーマに基づいた特集と世界中から集めたエンターテイメント情報を提供している。また、放送開始から2012年9月21日までの放送では、観客を抽選で募集し、当選者をスタジオ内に入れて放送されていた。
この番組は18時台の海外ドラマや、リアリティーショーとともに「WOWOWの窓」と題した未加入者向けの無料放送だったが、2013年9月に「ザ・プライムショー」が終了し、その時点で18時台に放送されていたプロジェクト・ランウェイ7は19時台に移行して2013年10月初旬に最終回を迎え、当該時間帯での無料放送は終了した。

## 放送時間
- WOWOWプライム（BSデジタル191ch）
月曜日-金曜日 18時55分 - 19時50分 - (2011年10月3日 - 2012年9月28日)
平日 19時00分 - 19時50分 - (2012年10月1日 - 2013年9月27日)

### 延長放送
上記の放送時間に加えて、下記のように延長放送することがある。
- 2012年2月28日に放送100回となり「ザ・プライムショー 100回記念拡大版」として、2012年2月27日は本編を20時55分まで[注釈 6]、2月28日から3月2日まで映画「リトル・ランボーズ」やシルク・ドゥ・ソレイユの公演の模様などを別番組扱いで内包した。この週の延長放送は「WOWOW大感謝WEEK」と連動した。
- 2012年7月24日に放送200回となり「200回記念拡大版！ ウルトラマンのすべて！」として、冒頭のエンターテイメント情報を除いてゲストや特集はウルトラマン関連で占め、ウルトラマン第一回のハイビジョンリマスター版を世界初放送で内包して20時20分まで放送した。
- 2012年12月20日に放送300回となり「渋谷LIVE!ザ・プライムショー 300回記念スペシャル」として20時20分まで放送した。ストリートパフォーマンスを扱い、世界のストリートパフォーマンス特集、ストリートミュージシャンアワード2012グランプリ大会開催、デイリーキャスターが1万円以内で選んだ渋谷BEAMS商品の視聴者プレゼントなどの企画を放送した。
- 2013年6月3日に放送400回となり「ザ・プライムショー 400回記念スペシャル!」として、当該シーズン[注釈 7]のファンタスティコ・ゴールBEST20企画などを20時00分まで放送した。

### 短縮放送
2013年6月24日は、ウィンブルドンテニスの生中継のために19時00分から19時30分まで放送した。

## 出演者

### 番組ホスト
- ジョン・カビラ - 他の仕事や休暇など[注釈 8]のために本番組を欠席する。2011年11月11日はフジテレビ「2014 FIFAワールドカップアジア地区3次予選『タジキスタン×日本』」中継の司会を務めて欠席した。2002年から司会を務めたJリーグアウォーズは本番組を優先して出演を取り止めた。
- 土屋アンナ（2011年11月11日[2]）
- 武田真治（2012年2月13日[注釈 9]、7月27日[注釈 10]、7月30日[注釈 10]、8月1日[注釈 10]、8月2日[注釈 10]、8月30日、2013年2月11日[注釈 9]）
- 斎藤工（2012年2月14日[注釈 9]、7月24日[注釈 10][3]、7月26日[注釈 10]、8月3日[注釈 10]、2013年7月12日）
- 千葉雄大（2012年7月23日[注釈 10][注釈 11]）
- 勝地涼（2012年7月25日[注釈 10]）
- フローラン・ダバディー（2012年7月31日[注釈 10]）
- 長澤壮太郎[注釈 12]（2012年8月22日、9月4日）
- 明和電機・土佐信道（2013年2月12日[注釈 9]）
- 渡部建（2013年7月8日）
- 水道橋博士（2013年7月9日）
- 土田晃之（2013年7月10日）
- ケンドーコバヤシ（2013年7月11日）
- 竹山隆範（カンニング竹山）（2013年7月25日）

### デイリーキャスター
放送開始から2012年9月までは女性デイリーキャスターとされた。2012年10月から2013年3月までの毎週木曜日に出演したスペシャルゲストは、スペシャルゲスト節を参照。
- 内田恭子（月曜[注釈 13]、2011年11月17日[注釈 14]）
- hitomi（2011年10月から2012年9月まで火曜）
- ともさかりえ（2011年10月から2012年9月まで水曜）
- 土屋アンナ（2011年10月から2012年9月まで木曜[注釈 15]、2012年10月から水曜[注釈 16]）
- 冨永愛（金曜[注釈 17]）
- 渡辺直美（2012年10月から火曜[注釈 18]）
- 舟山久美子（2012年12月中の月曜[注釈 19]）
- 黒谷友香（2013年1月から3月までの月曜[注釈 19]、2013年4月から木曜日）
- 中島そよか（2012年2月23日、2月24日[注釈 20]、2013年7月5日）
- 大澤亜季子（2012年3月23日）
- 木村英里（2012年6月21日、7月19日、8月3日、8月24日[注釈 21]、9月20日、2013年1月16日、3月21日、6月5日）
- 大久保涼香（2012年8月6日、10月12日[注釈 22]、10月23日）
- 宇井愛美（2012年10月24日）
- ニーコ（2012年12月20日）
- 横山ルリカ（2012年12月20日）
- てんちむ（2012年12月20日）
- 紗羅マリー（2013年6月26日）
- 山藤美智（2013年7月12日[注釈 23]）
- 真飛聖（2013年8月2日）
- ホラン千秋（2013年8月7日）

### コーナーMC
- 斎藤工（2013年4月5日、5月31日、6月21日、8月2日、9月13日）

### ゲスト
放送開始から2012年9月までのトークゲストと2012年10月以降のコアトークゲストは出演日に太字。
- 堤幸彦 - 2011年10月3日、2012年5月21日
- 服部隆之 - 2011年10月4日
- 賀来賢人 - 2011年10月13日
- 武田真治 - 2011年10月24日
- 斎藤工 - 2011年10月28日、12月23日、2012年1月27日、2月27日、3月23日、4月27日、5月25日、6月15日、7月6日、9月14日、11月9日
- 長澤壮太郎[注釈 12] - 2011年10月31日、2012年3月5日、4月23日、7月23日
- 川平慈英 - 2011年11月7日、2012年6月4日[注釈 24]、6月11日、6月25日、7月2日
- 清水ミチコ - 2011年12月28日
- 春風亭昇太 - 2012年1月9日
- 泉麻人 - 2012年2月16日、7月24日
- 勝地涼 - 2012年2月22日
- 大野和基[注釈 25] - 2012年3月29日、4月5日、6月14日、6月28日
- 千葉雄大 - 2012年5月24日
- 宮本恒靖 - 2012年6月4日[注釈 26]
- 森山未來 - 2012年7月13日、2013年1月21日
- サラ・オレイン - 2012年7月23日 日本のテレビ初出演。
- ウルトラマン - 2012年7月24日
- バルタン星人 - 2012年7月24日
- 黒部進 - 2012年7月24日
- 飯島敏宏 - 2012年7月24日
- 芦名星 - 2012年7月26日
- 明和電機・土佐信道 - 2012年7月31日
- zopp - 2012年8月8日
- 小室哲哉 - 2012年9月25日
- hitomi - 2012年10月10日
- 山田太一 - 2012年11月21日
- りえちょ - 2012年12月20日
- 徳久望 - 2012年12月20日
- 上村叶恵 - 2012年12月20日
- 末延麻裕子 - 2013年3月7日
- 中須岳士 - 2013年4月5日
- 手嶋龍一 - 2013年4月5日
- 中村壱太郎[注釈 27] - 2013年4月25日
- 烏丸哲也[注釈 28] - 2013年5月8日から毎週水曜日

#### スペシャルゲスト
- 賀来賢人 - 2012年10月4日
- 山田優 - 2012年10月11日
- 石垣佑磨 - 2012年10月18日
- 草刈民代 - 2012年10月25日
- 舟山久美子 - 2012年11月1日、11月22日、2013年1月31日、2月14日
- 新妻聖子 - 2012年11月8日
- IKKO - 2012年11月15日
- 小森純 - 2012年11月29日
- SCANDAL - 2012年12月6日
- flumpool - 2012年12月13日
- はたけ - 2012年12月20日
- zopp - 2012年12月20日
- 斎藤工 - 2012年12月27日、2013年2月21日、2月25日
- 押井守 - 2012年12月27日
- 根本要 - 2013年1月17日
- 鈴木杏 - 2013年1月24日
- 紗羅マリー - 2013年2月7日
- 西寺郷太 - 2013年2月8日
- マーティー・フリードマン - 2013年2月8日
- 町山智浩 - 2013年2月25日
- 相川七瀬 - 2013年3月7日
- ポカスカジャン - 2013年3月14日

### ナレーター
- 山田真一
- 田子千尋
- 斎藤リョーツ

### WOWOWアナウンサー
WOWOWアナウンサーが担当するコーナーを除いて本編部分は不定期出演である。
- 中島そよか - 2012年3月31日から[注釈 29]
- 木村英里 - 2012年6月から
- 大久保涼香 - 2012年6月から2013年3月22日まで
- 山藤美智 - 2013年4月2日から

### リポーター
- 緑川静香
- ニーコ
- 比嘉バービィ
- 横山ルリカ
- てんちむ

### アバター
- ジャン・カビラ - ジョン・カビラの番組公式アバターで、インターネット上のエンタメ情報を収集して情報を伝える。清野茂樹が声を担当して2013年4月1日から出演している。

## テーマ曲

### オープニングテーマ
「ザ・プライムショーのメインテーマ」
作曲: 服部隆之
2011年10月3日放送から2012年9月28日放送まで
「ザ・プライムショーのメインテーマ」
作曲: 服部隆之、remix: こぐま
2012年10月1日放送から2013年3月29日まで

### エンディングテーマ
「ザ・プライムショーのメインテーマ」
作曲: 服部隆之
2011年10月3日放送から2012年9月28日放送まで
「ザ・プライムショーのメインテーマ」
作曲: 服部隆之、remix: こぐま
2012年10月1日放送から2012年12月28日放送まで、2013年2月1日から3月29日まで
「36℃」
作詞・作曲: 山村隆太、編曲: 玉井健二、百田留衣、歌: flumpool
2013年1月14日放送から1月31日放送まで

## 関連番組

### ザ・プライムショーニュース
ザ・プライムショーニュース（THE PRIMESHOWNEWS）とは、2012年4月2日から9月28日まで、月曜日から金曜日の深夜に放送されていた情報番組。
「ザ・プライムショー」の再放送扱いで、生放送の時に放送されたエンターテイメント情報を中心に編集されたものと、次回の「ザ・プライムショー」の予告を兼ねた15分番組で、「ザ・プライムショー」と同様ノンスクランブル放送である。

#### 放送日時
- WOWOWプライム（BSデジタル191ch）（リモコンキーID『9』（青ボタン））

月曜日 - 木曜日 23:55 - 24:10（2012年4月 - 9月）
金曜日 24:15 - 24:30（2012年4月）
金曜日 24:00 - 24:15（2012年5月 - 9月）

### プライムショーダイジェスト!
プライムショーダイジェスト!は、月曜日から金曜日の深夜に放送されている情報番組で、2012年10月1日に始まり2013年9月27日終了した。2012年10月から2013年3月までの「渋谷LIVE! ザ・プライムショー」と2013年4月以降の「ザ・プライムショー」の再放送扱いの15分番組で、ザ・プライムショーニュースの放送回数を引き継いでいる。

#### 放送日
- WOWOWプライム（BSデジタル191ch）（リモコンキーID『9』（青ボタン））

月曜日 - 木曜日 23:55 - 24:10
金曜日 24:00 - 24:15
「ザ・プライムショーニュース」とは異なり、再放送が行われたり、編成上の都合で放送時間の変更や、放送されない場合がある。

### WOWOWぷらすと
WOWOWぷらすと（ワウワウぷらすと、WOWOW PRIME STREAM）は、「ザ・プライムショー」と同じく2011年10月3日からUSTREAMで配信開始されたトーク番組である。放送開始から2012年9月までの「ザ・プライムショー」と、2012年10月から12月までの「渋谷LIVE! ザ・プライムショー」連動したスピンオフ番組として、2013年1月以降は独立番組として、USTREAM（終了）、ニコニコ生放送、FRESH!を利用して公開生配信している。放送開始から2013年3月14日までWOWOW渋谷ステーション内の別ブース、2013年3月19日以降は六本木で、それぞれ収録されている。かつて「ザ・プライムショー」で紹介の際にUSTREAMのロゴが冠されたり「渋谷LIVE! ザ・プライムショー」で同時配信された。USTREAMのみで放送されていた時期は多い日で2千人弱だった視聴者数が、ニコニコ生放送を開始して以降は激増してリアルタイム視聴者は毎回2万人前後である。2014年12月から、宮地昌幸が監督してトムス・エンタテインメントが制作した番組独自のオープニングアニメーションを用いる。2018年10月2日から動画配信サービスParaviの名を冠した『ぷらすと×Paravi』に変更した。

#### 概略
放送開始当初は、大谷ノブ彦とマキタスポーツ、ぷらすとガールズ、ナビゲーターらが「ザ・プライムショー」の放送テーマをトークする番組であった。番組として独立して以降はWOWOWの放送プログラムに即したテーマで『エンタテインメントを深く掘り下げるトーク番組』として、映画、音楽、スポーツ、海外ドラマ、アニメ、サブカル、動物、グルメ、落語など様々なテーマで放送している。

#### 出演
MC
- 大谷ノブ彦（ダイノジ）
- マキタスポーツ
- サンキュータツオ
- 西寺郷太
- 福田恵悟（LLR）
- ジェントル
- 中井圭
- 立川吉笑
- 速水健朗

ぷらすとガールズ
1期生
- 宇井愛美（2011年10月3日から2012年9月17日まで月曜・スポーツ担当、2012年10月から不定期出演）(2013年結婚を期に降板)
- 浅野かや（2011年10月11日から2012年9月18日まで火曜・ヒューマン担当、2012年10月から不定期出演）(事務所移籍により降板)
- くぼたみか（2011年10月5日から2012年9月19日まで水曜・音楽担当、2012年10月から不定期出演）(2015年3月31日降板)
- さがゆりこ（2011年10月6日から2012年9月20日まで木曜・ドラマ担当、2012年10月から不定期出演）(2015年3月31日より産休)
- 宮河マヤ（2011年10月7日から2012年9月21日まで金曜・映画担当、2012年10月から不定期出演）(2013年3月31日 映像番組に不出演理由により降板)
- 原田まりる（不定期出演、2011年10月から2012年9月までアニメ担当）(2013年3月31日降板)

2期生
- 深谷理沙（2012年10月から不定期出演）(2013年3月31日降板)
- 小柳歩（2012年10月から不定期出演）(降板)
- 川島絢子（2012年10月から不定期出演）(2013年3月31日 海外留学を期に降板)
- 木野園子（2012年10月から不定期出演）

3期生
- 内田理央（2013年4月24日から不定期出演）
- 大川藍（2013年4月24日から不定期出演）(2015年3月31日降板)
- 梨衣名（2013年4月24日から不定期出演）
- 福間文香（2013年4月24日から不定期出演）(降板)
- 林詩遥子（2013年4月24日から不定期出演）(降板)

4期生
- 池田裕子（2014年3月から不定期出演）
- 海下真夕（2014年3月から不定期出演）
- 早織（2014年3月から不定期出演）
- 東美樹（2014年3月から不定期出演）

5期生
- 玉木碧（2015年4月から不定期出演）
- 福永マリカ（2015年4月から不定期出演）

構成作家
- 天明晃太郎（キャストへの突っ込みやニコ生コメント拾い等、音声で番組に参加している）

#### 配信時間
- USTREAM（終了）、ニコニコ生放送、FRESH!

月曜日 - 金曜日 18:30頃 - 20:00頃（2011年10月1日 - 2012年12月28日）
火曜日 - 木曜日 21:00 -（2013年1月15日 - 9月26日）
月曜日 - 金曜日 19:30 - （2013年10月1日 - ）

### NAGARAプライムショー
NAGARAプライムショーは「渋谷LIVE! ザ・プライムショー」と連動したスピンオフの番組である。「WOWOWぷらすと」と同様にWOWOW渋谷ステーション内の別のブースからUSTREAMを利用して公開生配信した。「渋谷LIVE! ザ・プライムショー」はエンターテイメント情報や視聴者ツイートなどをへ反映しており、本番組とダブルスクリーン視聴を推奨した。

#### 企画
- ワールドニュースハンター - 世界中のエンターテイメント情報を伝えるコーナー
- コアトーク アンド モア - コアトークゲストに纏わる情報や、予備知識を紹介するコーナー

#### キャスト
進行とニュースハンターが一人ずつ日替わりで出演するが、該当しない配信回もある。

##### 進行
いずれもWOWOWアナウンサー
- 大久保涼香 - （元・岩手めんこいテレビアナウンサー）月曜日 - 水曜日担当[注釈 44]
- 木村英里 -（元・テレビ静岡アナウンサー） 木曜日担当[注釈 45]
- 中島そよか - （元・山梨放送アナウンサー）金曜日担当[注釈 46]

##### ニュースハンター
- 田子千尋[注釈 44]
- 緑川静香[注釈 45]
- ニーコ[注釈 47]
- 比嘉バービィ[注釈 48]
- 横山ルリカ[注釈 49]
- てんちむ[注釈 50]